# Освальдо Мінда
Освальдо Мінда (ісп. Oswaldo Minda, нар. 26 липня 1983, Кіто) — еквадорський футболіст, півзахисник американського клубу «Чівас США» та національної збірної Еквадору.

## Клубна кар'єра
Народився 26 липня 1983 року в місті Кіто. Вихованець футбольної школи клубу «Сантос Ель-Гуабо».
У дорослому футболі дебютував 2001 року виступами за команду клубу «Аукас», в якій провів п'ять сезонів, взявши участь у 122 матчах чемпіонату. Більшість часу, проведеного у складі «Аукас», був основним гравцем команди.
Протягом 2006 та 2007 років грав на умовах оренди за «Депортіво Куенка» та «Емелек».
Своєю грою привернув увагу представників тренерського штабу клубу «Депортіво Кіто», до складу якого приєднався 2008 року. Відіграв за команду з Кіто наступні чотири сезони своєї ігрової кар'єри. Граючи у складі «Депортіво Кіто» також здебільшого виходив на поле в основному складі команди.
До складу представника північноамериканської MLS «Чівас США» перейшов 2012 року.

## Виступи за збірну
2008 року дебютував в офіційних матчах у складі національної збірної Еквадору. Наразі провів у формі головної команди країни 18 матчів.
У складі збірної був учасником розіграшу Кубка Америки 2011 року в Аргентині.